# 施蒂勒反应
Stille反应，也称Stille偶联反应、Stille偶合反应、右田-小杉-Stille偶联反应（Migita-Kosugi-Stille coupling），是有机锡化合物和不含β-氢的卤代烃（或三氟甲磺酸酯）在钯催化下发生的交叉偶联反应。
X通常是卤素, 比如氯, 溴, 碘.  另外，X可以是类卤素比如三氟甲磺酰基。
该反应由約翰·肯尼斯·施蒂爾(蘇城空難罹難者)和David Milstein于20世纪70年代首先发现， 是有机合成中很重要的一个偶联反应，在1992年的偶联发表文献当中占到一半以上。反应同时还被工业合成大量应用，尤其是药物合成。

## 概述
反应一般在除水除氧溶剂及惰性环境中进行。等计量的Cu(I)或Mn(II)盐可以提高反应的专一性及反应速率。氧气会使钯催化剂发生氧化，并导致有机锡化合物发生自身偶联。
四(三苯基膦)钯是最常用的钯催化剂，其他催化剂还有：PdCl2(PPh3)2、PdCl2(MeCN)2等。
使用的卤代烃一般为乙烯基或芳基三氟甲磺酸酯或氯、溴、碘代烃。用三氟甲磺酸酯时，加入少量的氯化锂可以活化氧化加成一步的产物，使反应速率加快。
烃基三丁基锡是最常用的有机锡原料。虽然烃基三甲基锡的反应性更强，但较大的毒性（约前者的1000倍）限制了其应用。强极性溶剂（如六甲基磷酰胺、二甲基甲酰胺或二噁烷）可以提高有机锡原料的活性。

## 反应机理
该反应的机理与其他钯催化的偶联反应机理类似。其催化循环如下：
活性零价钯与卤代烃发生氧化加成反应，生成顺式的中间体，并很快异构化生成反式的异构体。后者与有机锡化合物发生金属交换反应，然后发生还原消除反应，生成零价钯和反应产物，完成一个催化循环。
锡所连基团发生金属交换一步时的速率有如下顺序：
炔基 > 烯基 > 芳基 > 烯丙基 = 苄基 > α-烷氧基烃基 > 烃基
零价钯（Pd(0)(PPh3)2）和-Pd(II)-X-Sn-C环状中间体的存在于2007年通过质谱分析得到证实。

## 反应改进
为了改进反应进程，氯化锂经常被加入参与反应. 这个试剂的作用能够稳定氧化加成形成的反应中间体从而加速反应进程。  
反应活性和选择性能够通过加入等当量的Cu(I)或者Mn(II)盐来获得改善。
偶联反应能够被高供电子数的配位剂所抑制。
在Cu(I)盐的催化下，钯碳被证明是一个非常高效的催化剂。
在绿色化学领域，Stille反应被报道可以在一个特定的条件下反应：低熔点高极性混合物：糖（比如甘露糖）、脲（比如二甲基脲）和一个盐（比如氯化铵）
。催化体系是 Pd2(dba)3 和三苯砷：